# Canardo (bande dessinée)
Pour les articles homonymes, voir Canardo.
Canardo est le personnage principal de la série de bande dessinée Une enquête de l'inspecteur Canardo. Cette série a été créée en 1979 par Benoît Sokal qui l’a scénarisée et dessinée sur les dix premiers albums. Il a ensuite collaboré avec Pascal Regnauld et Hugo Sokal jusqu’au numéro 25 en 2018.
Canardo est un canard anthropomorphe. S’il est policier dans le premier tome, il est détective privé pour toute la suite de la série. Son aspect et son attitude rappellent des détectives comme Philip Marlowe et Mike Hammer en polar ou Blacksad en bande dessinée.

## Historique
La série est publiée initialement sous forme d'histoires courtes par le magazine de BD (À suivre). Elle prend ensuite la forme de récits complets dans des albums édités par Casterman. Les aventures de Canardo ont été traduites en dix langues.
La série va largement évoluer au fil des années. Comme le note A.Perroud “De roman existentiel, le ton est passé à polar tout court pour en arriver à un pamphlet ironique sur fond d'intrigue vaguement définie, comme c'est notamment le cas avec Le vieux canard et la mer.” (tome 22) .

## Personnages

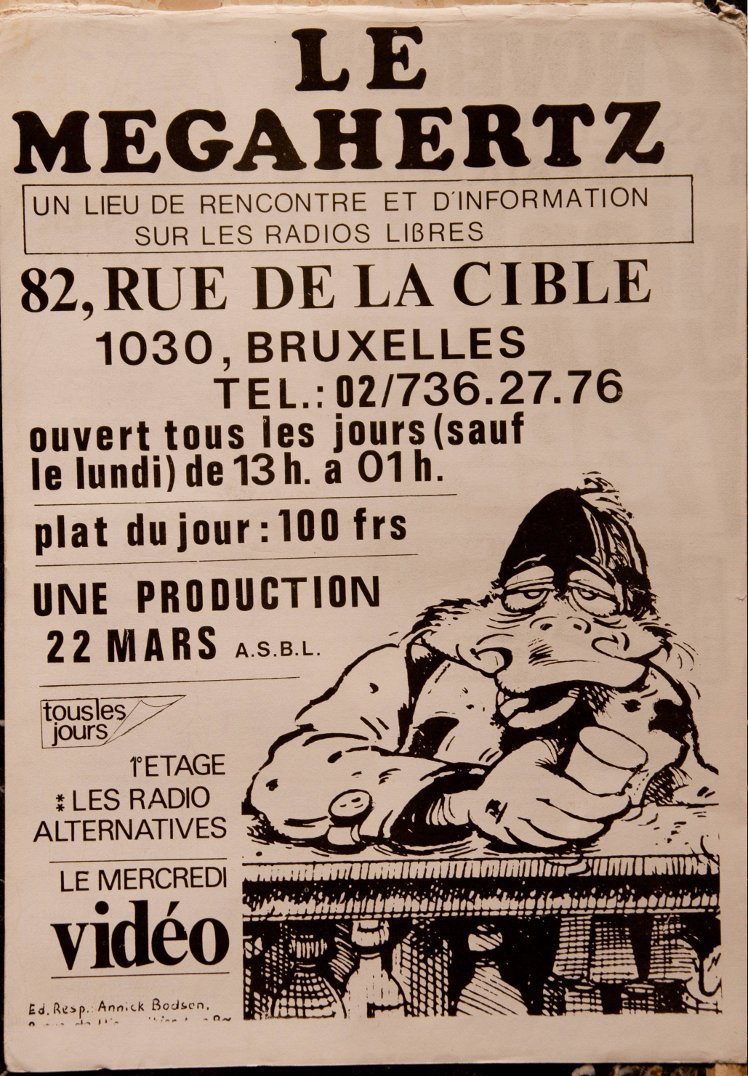
Représentation du personnage de Canardo dans une affiche de 1979.

- Canardo est le personnage principal de la série et est présent dans tous les tomes. Détective privé, il enquête ou se laisse mener par les évènements avec détachement et cynisme. Il consomme sans modération cigarettes et alcool, est toujours vétu de son trench-coat et armé de son revolver calibre 38. Il roule en Cadillac Eldorado blanche [3].

- Raspoutine est un chat despote russe. Il entrainera Canardo en Sibérie avec sa fille.

- Freddo est le propriétaire du bar du même nom, fournisseur privilégié d'alcool pour Canardo. Il est représenté sous la forme d'un rat bien habillé.

- Boulenchon est une caricature de gauchiste, militant pour le prolétariat en tant qu'opposant politique au Belgambourg. Il finira par en prendre le contrôle sur un coup d'état.

- Garenni est un policier lapin. Il entretient des liens amicaux avec Canardo et n'hésite pas à échanger des informations avec lui.

- Valembois est un savant qui, une fois libéré à la suite d'un coup d'état, partira en quête d'oiseaux légendaires dans la Jungle.

- Clara gravite autour de Canardo et entretient avec lui des relations complexes, allant de la  complicité à la colère. Elle trafique beaucoup et, selon les aventures, va aider au dénouement d'une affaire ou, au contraire, la compliquer.

- Carmen est une jeune Sud-Américaine qui va passer d'un statut de victime future prostituée à guerrière au sein de la lutte armée de son pays.

- Fernand est un chien errant qui va se trouver face à un docteur d'une grande cruauté. Il sera aidé par Canardo pour sortir d'un trafic d'animaux de laboratoires.

- Bérénice de Belgambourg est une aristocrate à la tête du Duché du même nom. Fervente capitaliste, elle n'hésite pas à combattre les écolos y compris avec des armes.

## Analyse
L'univers et l'ambiance des histoires sont volontairement glauque et sordide. Représenter les personnages sous forme d'animaux n'adoucit pas leurs actes et la société telle qu'elle est décrite. Chaque enquête est pour Canardo une épreuve, où ses rencontres lui montrent un côté sombre et qui ne font qu'accentuer son état nonchalant et dépressif. 
Canardo est conscient de son existence en tant que personnage de bande dessinée. Cet état de conscience du personnage apparaît, par exemple, dans l'Héritage de Canardo, paru en 1979, dans lequel il hérite de son père, également appelé Canardo. Dans son testament, lu par le notaire, le légataire précise : « Je ne l'ai pas choisi pour ses médiocres qualités de sous-chef magasinier mais bien parce que, me ressemblant comme deux gouttes d'eau, il sera passablement facile à dessiner ».
Si la série se veut réaliste, quoique dans un monde difficile et sombre, l’auteur se projette dans son héros, notamment avec “l’affaire belge” ou un des protagonistes, dessinateur de BD, va envoyer son fils faire des études de dessin. Comme le note J.Léger “C’est une plaisante reconstitution du milieu dans lequel il a gravité de nombreuses années que Sokal dépeint ici. L’affaire belge est une satire de la vie d’un auteur de bandes dessinées, bourrée de clins d’œil à la profession, et à son environnement” .
Même si l'univers dépeint est réaliste, quelques incursions de science-fiction sont à noter. Ainsi, dans le tome 11, il est doté à titre expérimental d'une machine à voyager dans le temps, qui l'aide dans ses investigations.
L'Inspecteur Canardo est amené à voyager dans plusieurs pays fictifs au cours de ses enquêtes :
- L'Amerzone : pays tropical d'Amérique du Sud. Ce pays apparaît pour la première fois dans l'épisode L'Amerzone. Il est également présent dans le jeu vidéo L'Amerzone : Le Testament de l'explorateur, conçu par Benoît Sokal. Son nom est un mot-valise de « amertume » et « Amazone ».
- Le Belgambourg : petite monarchie européenne située entre la Belgique et le Luxembourg. Il apparait notamment dans La Fille sans visage, Mort sur le lac, La Mort aux yeux verts et Un con en hiver.
- Le Koudouland : ancienne colonie africaine du Belgambourg, située dans un archipel où prospère le mérou à pois rouges. Ce pays apparait dans Le Vieux Canard et la Mer[5]. Le koudou est une antilope africaine.

## Albums
| Les enquêtes de l'inspecteur Canardo (1979-2018) - 0 Canardo , 1979, Pepperland Scénario et dessin : Benoît Sokal - Couleurs : [NB] - 1 Le chien debout , 1981, Casterman Scénario, dessin et couleurs : Benoît Sokal - (ISBN 2203335033). - 2 La marque de Raspoutine , 1982, Casterman Scénario, dessin et couleurs : Benoît Sokal - (ISBN 2203335068) - 3 La mort douce , 1983, Casterman Scénario, dessin et couleurs : Benoît Sokal - (ISBN 2203335149) - 4 Noces de brume , 1985, Casterman Scénario, dessin et couleurs : Benoît Sokal - (ISBN 2203335211) - 5 L'Amerzone , 1986, Casterman Scénario, dessin et couleurs : Benoît Sokal - (ISBN 2203335270) - 6 La Cadillac blanche , 1990, Casterman Scénario, dessin et couleurs : Benoît Sokal - (ISBN 2203335343) - 7 L'ile noyée , 1992, Casterman Scénario, dessin et couleurs : Benoît Sokal - (ISBN 2203335351) - 8 Le canal de l'angoisse , 1994, Casterman Scénario, dessin et couleurs : Benoît Sokal - (ISBN 220333536X) - 9 Le caniveau sans lune , 1995, Casterman Scénario, dessin et couleurs : Benoît Sokal - (ISBN 2203335394) - 10 La fille qui rêvait d'horizon , 1999, Casterman Scénario : Benoît Sokal - Dessin : Pascal Regnauld,Benoît Sokal - Couleurs : Pascal Regnauld - (ISBN 2203335459) - 11 Un misérable petit tas de secrets , 2001, Casterman Scénario : Benoît Sokal - Dessin : Pascal Regnauld,Benoît Sokal - Couleurs : Pascal Regnauld - (ISBN 2203335513) - 12 La nurse aux mains sanglantes , 2002, Casterman Scénario : Benoît Sokal - Dessin : Pascal Regnauld,Benoît Sokal - Couleurs : Pascal Regnauld - (ISBN 220333553X) - 13 Le buveur en col blanc , 2003, Casterman Scénario : Benoît Sokal - Dessin : Pascal Regnauld,Benoît Sokal - Couleurs : Pascal Regnauld - (ISBN 2203335556) - 14 Marée noire , 2004, Casterman Scénario : Benoît Sokal - Dessin : Pascal Regnauld,Benoît Sokal - Couleurs : Pascal Regnauld - (ISBN 2203335564) - 15 L'affaire belge , 2005, Casterman Scénario : Benoît Sokal - Dessin : Pascal Regnauld,Benoît Sokal - Couleurs : Pascal Regnauld - (ISBN 2203335572) - 16 L'ombre de la bête , 2006, Casterman Scénario : Benoît Sokal - Dessin : Pascal Regnauld,Benoît Sokal - Couleurs : Pascal Regnauld - (ISBN 2203335580) - 17 Une bourgeoise fatale , 2008, Casterman Scénario : Benoît Sokal, Hugo Sokal - Dessin : Pascal Regnauld,Benoît Sokal - Couleurs : Pascal Regnauld - (ISBN 9782203003323) - 18 La fille sans visage , 2009, Casterman Scénario : Benoît Sokal - Dessin : Pascal Regnauld,Benoît Sokal - Couleurs : Pascal Regnauld - (ISBN 9782203017689) - 19 Le voyage des cendres , 2010, Casterman Scénario : Benoît Sokal - Dessin : Pascal Regnauld,Benoît Sokal - Couleurs : Pascal Regnauld - (ISBN 9782203030299) - 20 Une bavure bien baveuse, 2011, Casterman Scénario : Benoît Sokal - Dessin : Pascal Regnauld,Benoît Sokal - Couleurs : Pascal Regnauld - (ISBN 9782203038851) - 21 Piège de miel, 2012, Casterman Scénario : Benoît Sokal - Dessin : Pascal Regnauld,Benoît Sokal - Couleurs : Pascal Regnauld - (ISBN 9782203049031) - 22 Le vieux canard et la mer , 2013, Casterman Scénario : Hugo Sokal - Dessin : Pascal Regnauld,Benoît Sokal - Couleurs : Pascal Regnauld - (ISBN 9782203063082) - 23 Mort sur le lac , 2015, Casterman Scénario : Benoît Sokal,Hugo Sokal - Dessin : Pascal Regnauld - Couleurs : Hugo Sokal - (ISBN 9782203078413) - 24 La mort aux yeux verts , 2016, Casterman Scénario : Benoît Sokal,Hugo Sokal - Dessin : Pascal Regnauld - Couleurs : Hugo Sokal - (ISBN 9782203092129) - 25 Un con en hiver , 2018, Casterman Scénario : Benoît Sokal , Hugo Sokal - Dessin : Pascal Regnauld - Couleurs : Hugo Sokal - (ISBN 9782203122000) |

## Publication

### Éditeurs
- Pepperland : tome 0 (première édition du tome 0, sous le titre Canardo)
- Casterman : tomes 0 à 12 (première édition des tomes 1 à 12)
- Casterman (collection Ligne rouge) : tous depuis le no 0 (mention « première édition » à partir du tome 13)

## Traductions
Traductions complètes :  
- en allemand chez divers éditeurs dont surtout Schreiber und Leser depuis le tome 10, qui a édité aussi des compilations des 25 tomes en 5 volumes ;
- en hollandais par Casterman;
- en finnois (Suomi);
- quelques traductions en anglais.

### Traduction en Anglais
- Tome 1: "Canardo: A Shabby dog story", éditeur: Little, Brown UK hardbacks, 1991  (ISBN 978-1853862601)
- Tome 4: "Private Eye", éditeur: XPRESSO Books, 1991  (ISBN 9781853862670)

### Traduction Allemand
Nom de la collection : Ein fall für Inspektor Canardo, éditeur : 
- Tome 1: Der aufrechte Hund ;  (ISBN 9783551790217)
- Tome 2: Das Zeichen des Rasputin; éditeur Comic art 1988;  (ISBN 9783551023520)
- Tome 4: Ein schöner Tod; éditeur: Carlsen 1984;  (ISBN 9783551023537)
- Tome 5: Weisse Vögel sterben leise; éditeur: Reinbeck, Hamburg, 1986;  (ISBN 9783551023551)
- Tome 11: Sterbenswörtschen   (ISBN 978-3941239173)
- Tome 12: Unschuldig!; Éditeur: Schreiber und Leser;  (ISBN 9783933187987)
- Tome 15: Belgische Schule; Éditeur: Schreiber und Leser;  (ISBN 9783937102306)
- Tome 20: Entspiel; Éditeur: Schreiber und Leser ;  (ISBN 9783941239760)
- Hors série : Canardo Spezial: Eine schöne Flasche; Éditeur: Schreiber und Leser, 2011;  (ISBN 9783941239616)

#### Compilation en allemand
- Volume 5: Canardo Sammelband V: Ein reicher Schlucker / Schwarze Flut / Belgische Schule : Ein reicher Schlucker / Schwarze Flut / Belgische Schule, Éditeur : Schreiber und Leser 2016;  (ISBN 9783946337232)

### Traduction en Néerlandais
Nom de la collection: Een Onderzoek Van Inspekteur Canardo.
- Tome 2: Het teken van Raspoetin; Éditeur Casterman, 1982;  (ISBN 9789030388029)
- Tome 3: De zachte dood; Éditeur Casterman, 1983;  (ISBN 9789030388036)
- Tome 4: Saat des Schreckens ; Éditeur Comic art 1987;  (ISBN 9783551023544)
- Tome 5: "Inspekteur Canardo, Deel 4. De roes van het bloed"; Éditeur Casterman, 1985;  (ISBN 9789030388050)
- Tome 5: Amoxonië. Een Onderzoek Van Inspekteur Canardo; Éditeur cCastermen 1986;  (ISBN 9789030388043)
- Tome 6: De witte Cadillac; Éditeur Casterman, 1990;  (ISBN 9789030380276)
- Tome 7: Het verzwolgen eiland; Éditeur Casterman, 1992;  (ISBN 9789030388067)

### Documentation
- Patrick Gaumer, « Canardo », dans Dictionnaire mondial de la BD, Paris, Larousse, 2010 (ISBN 9782035843319), p. 141.
- Paul Gravett (dir.), « De 1970 à 1989 : L'Amerzone », dans Les 1001 BD qu'il faut avoir lues dans sa vie, Flammarion, 2012 (ISBN 2081277735), p. 503.